# لوئلا پارسونز
لوئلا پارسونز (انگلیسی: Louella Parsons؛ ۶ اوت ۱۸۸۱ – ۹ دسامبر ۱۹۷۲) هنرپیشه، فیلم‌نامه‌نویس و روزنامه‌نگار اهل ایالات متحده آمریکا بود.
از فیلم‌هایی که وی در آن نقش داشته است، می‌توان به نمایش مردم اشاره کرد.